# Psychotria cinerea
Psychotria cinerea är en måreväxtart som beskrevs av De Wild.. Psychotria cinerea ingår i släktet Psychotria och familjen måreväxter. Inga underarter finns listade i Catalogue of Life.